# Indra (Estland)
Indra is een plaats in de Estlandse gemeente Võru vald, provincie Võrumaa. De plaats heeft de status van dorp (Estisch: küla) en heeft 9 inwoners (2021).
Tot in oktober 2017 hoorde Indra bij de gemeente Vastseliina. In die maand werd Vastseliina bij de gemeente Võru vald gevoegd.

## Geschiedenis
Indra werd in 1638 voor het eerst genoemd onder de naam Heinrich, een boerderij op het landgoed van Vastseliina. Heinrich was waarschijnlijk de naam van de boer. De naam Indra is daarvan afgeleid. In 1820 werd Indra genoemd als dorp.
Tussen 1977 en 1997 maakte Indra deel uit van het buurdorp Kapera.